# Ann Smyrner
Ann Smyrner, de son vrai nom Hanne Smyrner, née le 3 novembre 1934 à Frederiksberg et morte le 29 août 2016 en Andalousie, est une actrice danoise dont la carrière est essentiellement au cinéma dans les pays germanophones et en Italie.

## Biographie
Son père, Paul Smyrner, est un acteur du Théâtre royal danois, sa mère est une chanteuse de concert. Elle va à l'école d'art dramatique à Aarhus en 1955 et 1956 et a fait ses débuts dans le rôle de Gulnare dans Aladin, une adaptation du conte par le poète danois Adam Gottlob Oehlenschläger. À 22 ans, elle vient à Munich et est choisi pour être Lilli dans le film Lilli – ein Mädchen aus der Großstadt, après un premier rôle dans la comédie de Paul Verhoeven Von allen geliebt, même si elle parle encore peu allemand et le rôle aurait dû revenir à une actrice allemande. Grâce à ce film, Ann Smyrner a l'image d'une blonde sexy.
Elle joue dans plus de 40 films. Elle a rarement des films sérieux comme le film romantique Romanze in Venedig. Smyrner tourne souvent dans les studios Cinecittà à Rome.
Alors qu'on ne lui propose que des rôles de figuration de femmes dénudées dans des films musicaux ou érotiques, elle décide de prendre sa retraite en 1972. Pendant un séjour à l'hôpital, elle a une expérience de conversion et, en 1973, elle commence à étudier la théologie.
Smyrner vit en Espagne pendant de nombreuses années ; elle obtient la nationalité de ce pays. Son compagnon est le journaliste Ole Hansen. Ann Smyrner écrit des livres de théologie et d'ésotérisme et fait des tournées de conférences.

## Filmographie
- 1957 : Von allen geliebt
- 1958 : Lilli – ein Mädchen aus der Großstadt (de)
- 1959 : Hier bin ich – hier bleib ich (de)
- 1959 : Drillinge an Bord (de)
- 1960 : Mit 17 weint man nicht (de)
- 1960 : Himmel, Amor und Zwirn
- 1960 : Pension Schöller
- 1960 : Die Insel der Amazonen (de)
- 1960 : Le Séducteur (Il peccato degli anni verdi), de Leopoldo Trieste
- 1961 : Reptilicus le monstre des mers
- 1961 : La Mystérieuse Madame Cheney
- 1961 : Unerwartet verschied…
- 1962 : Objectif septième planète (Journey to the Seventh Planet) de Sidney W. Pink : Ingrid
- 1962 : Romanze in Venedig (de)
- 1962 : Ohne Krimi geht die Mimi nie ins Bett (de)
- 1962 : Drei Liebesbriefe aus Tirol
- 1962 : Das Mädchen und der Staatsanwalt
- 1963 : Les filles aiment ça !
- 1963 : Wochentags immer (de)
- 1963 : Interpol contre stupéfiants
- 1963 : Tempête sur Ceylan
- 1963 : Frühstück im Doppelbett
- 1963 : Das Haus der Schlangen (série télévisée)
- 1963 : Piccadilly minuit douze (de)
- 1964 : Vacances à Saint-Tropez (Holiday in St. Tropez)
- 1964 : Victim Five (en)
- 1964 : Heirate mich, Chéri (de)
- 1964 : Das siebente Opfer (de)
- 1965 : Diamond Walkers (en)
- 1965 : L'uomo di Toledo
- 1965 : La Fontaine aux mille plaisirs
- 1966 : Chasse à l'homme à Ceylan
- 1966 : Angélique et le roy
- 1966 : Spielplatz
- 1967 : La Maison des mille poupées (La casa de las mil muñecas) de Jeremy Summers
- 1967 : Mission Stardust
- 1967 : Pas de pitié pour les salopards
- 1967 : Couchés dans le foin (de)
- 1968 : Paradies der flotten Sünder
- 1968 : Kiedy milosc byla zbrodnia
- 1968 : Le tueur aime les bonbons
- 1969 : Warum hab’ ich bloß 2× ja gesagt?
- 1969 : La Go-Go Girl du Blow Up (de)
- 1969 : Der Kommissar – Das Messer im Geldschrank (série télévisée)
- 1969 : Weh’ dem, der erbt
- 1970: Das gelbe Haus am Pinnasberg
- 1970: 11 Uhr 20 (de) (téléfilm)
- 1971: Zu dumm zum …
- 1971: Tante Trude aus Buxtehude
- 1971: La Croisière de la terreur
- 1974: Die Fälle des Herrn Konstantin (de) – Palace-Hotel/Monsieur Dubois (série télévisée)